# Lungenkontusion
Die Lungenkontusion, auch Lungenquetschung oder Lungenprellung, ist eine Komplikation des Thoraxtraumas. Dabei wird die Lunge infolge Gewalteinwirkung auf den Brustkorb gequetscht, was meist diffuse Einblutungen in das Lungenparenchym zur Folge hat. Durch die so entstehende Minderdurchblutung der Alveolen vergrößert sich der funktionelle Totraum, so dass das betroffene Gewebe am Gasaustausch nicht mehr teilnimmt.
Die Lungenkontusion zieht häufig Lungenödeme nach sich und kann unbehandelt letal sein.
Siehe auch:
- Lungenriss